# Wapen van Vrouwenpolder

Wapen van Vrouwenpolder

Het wapen volgens het register van de HRvA

Het wapen van Vrouwenpolder werd op 31 juli 1817 bij besluit van de Hoge Raad van Adel aan de Zeeuwse gemeente Vrouwenpolder bevestigd.
In 1857 kwam de gemeente Gapinge bij de gemeente Vrouwenpolder, omdat de gemeente geen naamswijziging doorvoerde is ook het wapen behouden. De gemeente ging in 1966 op in de gemeente Veere waardoor sinds dat jaar het wapen niet langer in gebruik is. Het wapen is een sprekend wapen, de oude naam voor Vrouwenpolder was namelijk Onze Lieve Vrouwenpolder.

## Blazoenering
In het register van de Hoge Raad van Adel is alleen een tekening opgenomen. Zou er een tekst bij de tekening gevoegd zijn dan had deze blazoenering als volgt kunnen luidden:
In zilver O.L.Vrouwe, gekleed van purper, gekroond van goud, dragende op de linkerarm het kind Jezus, gekleed van azuur en gekroond van goud, en houdende in de rechterhand een scepter, eveneens van goud, beide hoofden omgeven met een stralenkrans.
Het wapenschild is geheel zilverkleurig met daarop staande een Maria met Kind. Maria is gekleed in purper. Zij houdt in haar linkerarm haar kind vast en in haar rechterarm een gouden scepter. Jezus is gekleed in een blauw doek. De beide heiligen hebben een gouden kroon en een gouden aureool. Verder zijn de twee heiligen van natuurlijke kleur.
Aagtekerke
· Aardenburg
· Arnemuiden
· Axel
· Baarland
· Bath
· Biervliet
· Biggekerke
· Bloois
· Bommenede
· Borssele
· Boschkapelle
· Botland
· Breskens
· Brigdamme
· Brijdorpe
· Brouwershaven
· Bruinisse
· Burgh
· Buttinge
· Cadzand
· Clinge
· Colijnsplaat
· Domburg
· Dreischor
· Driewegen
· Duiveland
· Duivendijke
· Elkerzee
· Ellemeet
· Ellewoutsdijk
· Eversdijk
· Gapinge
· Graauw en Langendam
· 's-Gravenpolder
· Grijpskerke
· Groede
· Haamstede
· 's-Heer Abtskerke
· 's-Heer Arendskerke
· 's-Heer Hendrikskinderen
· 's-Heerenhoek
· Heille
· Heinkenszand
· Hengstdijk
· Hoedekenskerke
· Hoek
· Hontenisse
· Hoofdplaat
· Hoogelande
· IJzendijke
· Kapelle
· Kats
· Kattendijke
· Kerkwerve
· Klaaskinderkerke
· Kleverskerke
· Kloetinge
· Koewacht
· Kortgene
· Koudekerke
· Krabbendijke
· Kruiningen
· Looperskapelle
· Maire
· Mariekerke
· Meliskerke
· Middenschouwen
· Nieuw- en Sint Joosland
· Nieuwerkerk
· Nieuwerkerke
· Nieuwlande
· Nieuwvliet
· Nisse
· Noordgouwe
· Noordwelle
· Oostburg
· Oosterland
· Oostkapelle
· Oost-Souburg
· Oost- en West-Souburg
· Ossenisse
· Oud-Vossemeer
· Oudelande
· Ouwerkerk
· Overslag
· Ovezande
· Philippine
· Poortvliet
· Renesse
· Rengerskerke en Zuidland
· Retranchement
· Rilland
· Rilland-Bath
· Ritthem
· Sas van Gent
· Scherpenisse
· Schoondijke
· Schore
· Serooskerke (Schouwen-Duiveland)
· Serooskerke (Veere)
· Sinoutskerke en Baarsdorp
· Sint Anna ter Muiden
· Sint-Annaland
· Sint Jansteen
· Sint Kruis
· Sint Laurens
· Sint-Maartensdijk
· Sint Philipsland
· Sirjansland
· Sluis
· Sluis-Aardenburg
· Stavenisse
· Stoppeldijk
· Valkenisse (Walcheren)
· Valkenisse (Zuid-Beveland)
· Vogelwaarde
· Vrouwenpolder
· Waarde
· Waterlandkerkje
· Wemeldinge
· West-Souburg
· Westdorpe
· Westenschouwen
· Westerschouwen
· Westkapelle
· Westkapelle-Buiten en Sirpoppekerke
· Westkerke
· Wissekerke
· Wissenkerke
· Wolphaartsdijk
· Yerseke
· Zaamslag
· Zierikzee
· Zonnemaire
· Zoutelande
· Zuiddorpe
· Zuidzande
· Zwake

Dorpswapens: Geersdijk
· Hansweert
· Kamperland